# Thibarine

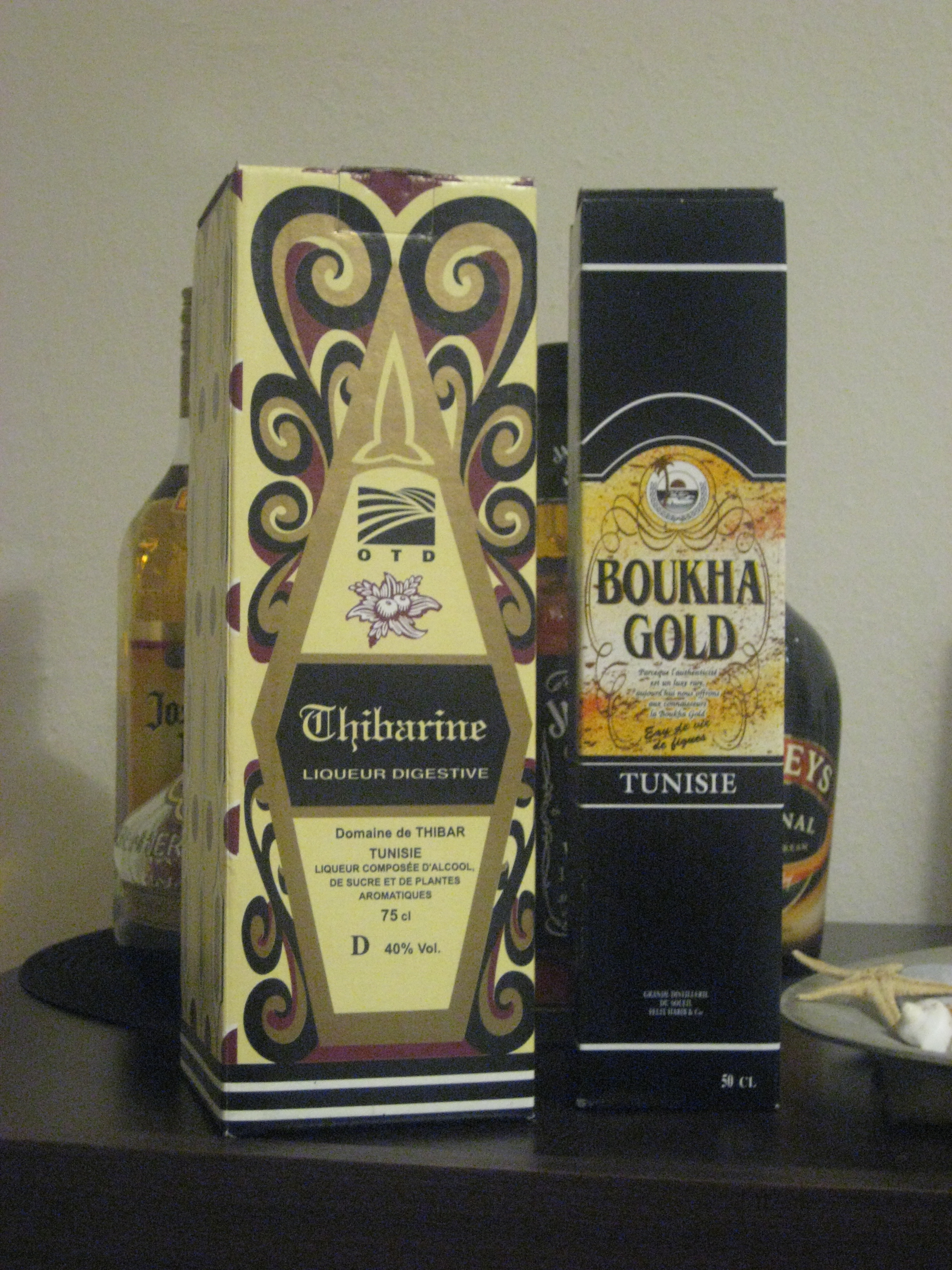
Thibarine och Boukha

Thibarine är en dadel- och örtlikör som tillverkas av katolska munkar (Pères blancs) i staden Thibar i nordvästra Tunisien. Likören har tillverkats sedan slutet av 1800-talet, och har en alkoholhalt på 40 %. 